# Måns Johansson (Natt och Dag)
Måns Johansson (Natt och Dag) till Brokind, född 1500, död 1555, var en svensk riddare, riksråd och lagman i Östergötland. Han var son till riksrådet Johan Månsson (Natt och Dag) och Alfrid Jönsdotter (Tre rosor). 

## Biografi
Av hans tidiga liv vet man nästan ingenting. Han var en av dem som vid Gustav Vasas kröning dubbades till riddare, och året därefter, 1529, upphöjdes han till riksråd. Av konungen åtnjöt han mycket förtroende och återgäldade detta med en orubblig trohet och tillgivenhet. Sedan han någon tid varit slottsloven på Kalmar, utnämndes han 1543 till lagman i Östergötlands lagsaga. I denna utnämning yttrar sig Gustav Vasas tillit till mannen, eftersom just de till denna domsaga hörande landsändar då befann sig i fullt uppror. Den nye lagmannen uppträdde där inte bara som medlare, utan även som härförare och var en av de få som personligen vågade möta Nils Dacke för att dagtinga. 1552 förordnades han att vara ståthållare på Vadstena slott och blev tre år senare slottsloven på Viborg. Där dog han i slutet av 1555.

### Familj
Måns Johansson gifte sig 28 juni 1524 på Benhammar i Vada socken med sin styvmoders syster Barbro Eriksdotter (Bielke)  (död 1553), dotter till riddaren och hövitsmannen Erik Turesson (Bielke) och Gunilla Johansdotter (Bese). De fick tillsammans barnen riddaren Erik Månsson (Natt och Dag), Alfrid Månsdotter (död 1588) som var gift med häradshövdingen Sigvard Algotsson Kruse, Nils Månsson (död 1554), Johan Månsson, Carin Månsdotter som var gift med Nils Slatte, Margarta Månsdotter och Anna Månsdotter som var gift med riddaren Erik Gyllenstierna.
Vilka växte upp på släktens säte Brokind i Östergötland.